# Narración (revista)
Narración fue el nombre de una revista literaria peruana fundada y dirigida por los escritores Oswaldo Reynoso y Miguel Gutiérrez, que se publicó irregularmente entre 1966 y 1974, y del grupo que se formó en torno a esta publicación, el cual funcionó entre 1965 y 1981. 
Concebida en la tradición de Amauta, la emblemática revista de José Carlos Mariátegui, Narración se presentó como una publicación que funcionaba como órgano de difusión de nuevas voces en la narrativa peruana, a la vez que un espacio de discusión crítica y política desde una perspectiva abiertamente marxista, poniendo en tensión la problemática de las relaciones entre literatura, sociedad y compromiso político. En su época de mayor actividad (1971 - 1976) llegó a aglutinar a un importante grupo de jóvenes autores que destacarían en los años siguientes.
A pesar de que en su momento tuvo un alcance limitado y pasó casi inadvertida por la crítica y los medios oficiales, tras finalizar su publicación comenzó a ser revalorada, y en la actualidad se la considera una de las publicaciones literarias más importantes del Perú en los años setenta, teniendo influencia decisiva en la literatura posterior.

Narración ha sido uno de los últimos grandes proyectos colectivos que asumió lo que se llamaba “el compromiso” en los años sesenta, con una resolución y un talento que le ganaron siempre la atención de un vasto público, que desbordó largamente el medio literario. Supuso un ajuste de cuentas, una implacable revisión —un “proceso”, diría José Carlos Mariátegui— tanto del desarrollo anterior de las letras peruanas como de lo recibido en lapso inmediatamente anterior (...) y de las formulaciones realizadas por los críticos en nuestro medio. Es difícil saber con exactitud hasta qué punto sus manifiestos, pronunciamientos, polémicas, influyeron en la vida pública, política y tuvieron efectos sociales, pero no hay duda de que, en el último medio siglo de vida peruana, las ideas de asumidas por el grupo Narración enriquecieron el debate cultural y político, y contribuyeron a llamar la atención sobre problemas y asuntos que, de otra manera, hubieran pasado inadvertidos, sin el menor análisis o reflexión críticos.
David Abanto Aragón

## Historia

### Contexto y antecedentes (1963 - 1965)
La década de 1960 en América Latina estuvo marcada por un alto grado de conflictividad política, con la proliferación de dictaduras militares o democracias semiilegales, en las que los partidos políticos opositores se encontraban proscritos o carecían de representación real, llevando a muchos a optar por el camino de la lucha armada, guiados por el ejemplo de la Revolución cubana. Al mismo tiempo, acontecimientos internacionales como la descolonización de África o la Revolución Cultural China llevaron a que se plantee un debate en torno a las formas de compromiso que debían asumir los escritores e intelectuales, así como su rol en el proceso revolucionario, siendo el filósofo francés Jean-Paul Sartre el modelo del intelectual comprometido de la época.
En el caso del Perú, este clima de intensa movilización contrastaba con la falta de publicaciones literarias que fungieran como espacios de discusión política, ya sea mediante la presentación de algún proyecto colectivo, o al menos mediante la adhesión a los sectores populares, falta que se hacía más notoria si se la comparaba con los numerosos grupos y publicaciones surgidos en el período vanguardista, los cuales abogaban por la renovación artística y literaria a la vez que adherían a posturas que iban desde el indigenismo hasta el marxismo, como el Grupo Resurgimiento (Cusco), el Boletín Titicaca (Puno), el grupo Colónida (Lima), el Grupo Norte (Trujillo), el Grupo Aquelarre (Arequipa) y sobre todo Amauta. La censura impuesta durante la dictadura del general Odría había dado como resultado que los autores de la Generación del 50 no se nuclearan en torno a ningún grupo u órgano de expresión propio, difundiendo sus obras de forma individual o en publicaciones como Letras peruanas, La literatura peruana,  Cuadernos de composición o Literatura, revistas cuyo único propósito era la divulgación de textos y ocasionalmente de discusión crítica, pero sin ninguna elaboración programática.
Es en este contexto que una noche de 1963 en que se encontraban reunidos en el bar El Palermo, Oswaldo Reynoso les propuso a Eleodoro Vargas Vicuña, Antonio Gálvez Ronceros y Miguel Gutiérrez la idea de crear una revista dedicada a la difusión de la nueva narrativa y al debate ideológico, propuesta que fue acogida con entusiasmo. Por diversos motivos, el proyecto quedó aparcado durante dos años, hasta que el inicio de las acciones armadas del MIR y el ELN en 1965 convencieron al grupo de la urgencia del lanzamiento de la revista. Para ese momento se había producido la deserción de Gálvez Ronceros, pero en su lugar ingresó Vilma Aguilar, una profesora, escritora y cantante con la que Gutiérrez contrajo matrimonio ese mismo año y que desde su rol de diagramadora terminaría teniendo un rol fundamental en la organización. En un principio la revista se iba a llamar Agua, en homenaje al libro homónimo de José María Arguedas, pero el propio escritor les aconsejó que no era conveniente aludir a un autor que se hallaba en plena producción. Tras un largo debate, se decidió bautizar al grupo y la revista como Narración, «nombre si se quiere neutro u opaco, pero que definía con precisión los alcances y límites de nuestra actividad creativa».

### Primer número (1966)
A pesar de contar con un grupo ya conformado y con la determinación de concretar el proyecto, el primer número de Narración recién vio la luz en noviembre de 1966. Subtitulada como Revista literaria peruana, esta edición correspondió a lo que Gutiérrez llamó la «primera etapa» del Grupo, cuyo mayor mérito residió en servir como presentación programática y sentar las bases de la estructura de la revista, que no varió demasiado en las ediciones siguientes. Una de las características más distintivas en este sentido fue el hecho de que no figure ningún director, subdirector ni ningún otro cargo directivo en la página de créditos, pues se había decidido que no hubiera una jerarquía entre los miembros o colaboradores, decisión enfatizada al presentar a los integrantes de mayor edad (Vargas Vicuña, Reynoso, Gálvez Ronceros) junto con los más jóvenes.
Los textos incluidos en este número también fueron representativos de la toma de posición del Grupo. Además de una sección de narrativa que presentaba cinco relatos y dos adelantos de novelas, “Los Kantús” de Reynoso y “Perfil del traidor” de Gutiérrez (posteriormente abandonadas), se incluyeron reseñas de dos obras recién publicadas, La casa verde de Mario Vargas Llosa, a cargo de Gutiérrez; y Las islas blancas de Julio Ortega, a cargo de Juan Morillo, así como tres reseñas sin firma de obras aparecidas en años anteriores (El siglo de las luces de Alejo Carpentier, Gracias por el fuego de Mario Benedetti y Cantar de ciegos de Carlos Fuentes). También se incluyeron “Seis preguntas dirigidas a los críticos”, enviadas a Alberto Escobar, Wáshington Delgado, Julio Ortega, Alfonso La Torre y José Miguel Oviedo, siendo este último el único que no respondió.
En el rubro más polémico, se incluyeron artículos y ensayos en los cuales se abordaban temas de actualidad política y cultural, desde eventos de interés local, como la inauguración de la Primera Convención Nacional de Escritores Jóvenes del Perú y la Galería Cultura y Libertad, hasta polémicas y acontecimientos de nivel internacional, como el debate en torno a la revista Mundo Nuevo del crítico uruguayo Emir Rodríguez Monegal (acusada por el gobierno cubano de ser financiada por la CIA y de actuar como contrapeso de la revista Casa de las Américas), la guerra de Vietnam y la Revolución Cultural China. Adicionalmente, se incluyeron documentos y declaraciones de terceros con fines de divulgación y debate, como “Expresión y forma” de Lucien Goldmann y las “Intervenciones en el Foro de Yenán sobre arte y literatura” de Mao Zedong, así como  como una “Carta abierta a Pablo Neruda”, escrita por el gobierno cubano en ocasión de una visita del poeta chileno a Estados Unidos en el marco de un congreso del PEN Club. Cerraba el número una retrospectiva de “Quince años de narración en el Perú”, en donde hacen un enjuiciamiento de algunos autores que en principio reconocen como precursores (Alegría, Arguedas) pero cuyas tentativas califican de intuitivas.
Tras la publicación del primer número, el Grupo se dispersó debido a que la mayoría de sus miembros fue a trabajar a universidades de provincia, clausurando de esta manera la primera etapa de la revista.

### Segundo número (1971)
El segundo número de Narración se publicó en julio de 1971, casi cinco años después de su antecesor. Su aparición significó el comienzo de la segunda etapa del Grupo, durante la cual se consolidó la propuesta literaria e ideológica que promovían sus integrantes. Dirigida por Miguel Gutiérrez, esta edición exhibió una mayor predominancia del elemento político-ideológico en relación con la de 1966, lo cual se pudo percibir en el cambio del subtítulo de la revista, Revista literaria y de opinión. Este cambio estuvo determinado por la instauración de la dictadura militar del general Juan Velasco Alvarado, quien desarrolló un ambicioso programa de reformas de corte nacionalista y distribucionista que le concitó el apoyo de varios intelectuales y militantes izquierdistas, los cuales en algunos casos llegaron a integrarse como funcionarios del gobierno, como el aprista Carlos Delgado y el exlíder del ELN, Héctor Béjar. Contrastando con estas posiciones, el Grupo Narración mantuvo en todo momento una intransigente oposición al régimen velasquista, al que acusaban de adoptar imágenes y actitudes populistas para ocultar su carácter reaccionario.
En lo que se refiere a la estructura y contenido, no se hicieron modificaciones significativas: se volvió a incluir una sección de narrativa, en este caso con cinco cuentos; una mayor cantidad de reseñas (Redoble por Rancas de Manuel Scorza, a cargo de Ricardo Ráez; Un mundo para Julius de Alfredo Bryce Echenique, a cargo de Gutiérrez; Conversación en La Catedral de Mario Vargas Llosa, a cargo de Augusto Higa; Niebla cerrada de Carlos Eduardo Zavaleta, a cargo de Gregorio Martínez; y Batalla de Felipe en la casa de las palomas de Eduardo González Viaña, a cargo de Antonio Gálvez Ronceros, quien volvió para esta edición); y una segunda encuesta, mucho más politizada y ahora dirigida a cuatro escritores, Alfredo Bryce Echenique, Julio Ramón Ribeyro, Carlos Eduardo Zavaleta y Mario Vargas Llosa, la cual solo respondieron los primeros dos. Por otra parte, se mantuvieron los artículos referidos a polémicas del momento, como un pronunciamiento a propósito del Caso Padilla, en el cual acusan a la Casa de las Américas de exhibir una «influencia de la burguesía», un artículo celebrando la victoria del Viet Minh sobre las tropas estadounidenses y un artículo polémico (escrito por Gutiérrez pero publicado sin firma) en torno a la obra del escritor soviético disidente Aleksandr Solzhenitsyn, quien había sido galardonado con el Premio Nobel de Literatura un año antes. Por último, la sección de documentos con fines de debate y divulgación fue íntegramente dedicada a una selección de textos de Mariátegui, con el título “Sobre el realismo” y dividida en tres secciones (“El escritor”, “El realismo” y “La forma artística”).
No obstante, la innovación más importante que presentó este segundo número fue la creación del suplemento Nueva crónica y buen gobierno, en el que se incluyó la crónica “Los sucesos de Huanta y Ayacucho”, escrita a cuatro manos entre Gálvez Ronceros y Gutiérrez, quien también escribió la presentación de la misma. Se trataba de un reportaje sobre la huelga estudiantil que estalló en estas localidades en junio de 1969, en contra de un decreto gubernamental que imponía como requisito obligatorio el pago de un arancel para aquellos estudiantes que obtuvieran calificaciones desaprobatorias, conflicto que terminó con una represión policial que dejó un saldo de entre dieciocho y cien muertos, si bien poco después el gobierno acabó derogando el decreto. La trascendencia de este suplemento, cuyo nombre es un homenaje explícito a la obra de Felipe Guamán Poma de Ayala, radicó en que introducía el uso de un género que alcanzaría mayor importancia en el siguiente número, y que fue concebido por los integrantes del Grupo como un recurso para dirigirse a las masas populares, sin por ello descuidar el aspecto formal reduciéndolo a un tono paternalista o didáctico. Con el tiempo, tanto exintegrantes como críticos coincidirían en que las crónicas fueron el aporte más significativo de Narración a la literatura peruana posterior.

### Tercer número (1974)
La radicalización política exhibida en la edición de 1971 alcanzó su culminación en el tercer y último número, publicado en julio de 1974. La agudización de la represión tanto en el Perú como en otros países de la región llevaron a que la revista adopte un discurso mucho más combativo, como puede verse en la inclusión de una selección de textos de distintos autores marxistas, especialmente Mariátegui, pero también Antonio Gramsci, Bertolt Brecht y Gueorgui Dimitrov, publicada con el título “El fascismo y los intelectuales”, y el artículo “Mariátegui, marxista-leninista” de Miguel Gutiérrez, en el que polemiza con Augusto Salazar Bondy, Hugo Neira Samanez y Jorge Abelardo Ramos, acusándolos de tergiversar el pensamiento mariateguista.
Pero una vez más, el mayor aporte de la revista fue la crónica, la cual en esta edición pasó de presentarse en un suplemento a convertirse en parte integral de la publicación, al punto de que el subtítulo de este número fue Nueva crónica y buen gobierno. Con una notable extensión (ocupó la mitad de la edición), “1971: Gran huelga minera” fue considerada como la más importante y mejor escrita de las crónicas publicadas por el Grupo. Al igual que la anterior, se trata de un trabajo colectivo (en este caso Vilma Aguilar, Gregorio Martínez y Ana María Mur) que cubre los antecedentes, desarrollo y culminación del conflicto entre los mineros y la empresa Cerro de Pasco Corporation, que tuvo lugar entre octubre y noviembre de 1971, empresa que acabó siendo expropiada por el gobierno a fines de 1973. Al final se incluye una “Cronología de los sucesos de Moquegua y Cuajone”, redactada por Ricardo Ráez y Oswaldo Reynoso.
La publicación de esta crónica supuso por fin el reconocimiento de la crítica y los medios de comunicación, quienes hasta entonces solo habían dirigido unos pocos comentarios a la revista. Sin embargo, cuando por fin parecía haber logrado instalarse como un medio relevante con peso propio, y teniendo otros dos números en preparación, el Grupo entró en una nueva etapa de inactividad. Los motivos nunca quedaron del todo claros, pero se considera que la descontinuación de la publicación fue resultado de una conjunción de factores, entre ellos problemas económicos por una serie de pérdidas (la publicación se financiaba con aportes de los integrantes del Grupo), proyectos personales o incluso la agudización de la represión política, a partir del reemplazo de Velasco por el general Morales Bermúdez en la presidencia. El viaje a China de Miguel Gutiérrez y Vilma Aguilar en 1976, a quienes siguió Reynoso un año después, marcó el inicio de una diáspora que en los hechos significó el fin de la revista.

### Proyecto editorial, balance y disolución (1979 - 1981)
Desalentados por la experiencia en China, Gutiérrez y Aguilar decidieron regresar al Perú en 1979. Allí se encontraron con que una nueva generación de jóvenes autores comenzaba a revalorizar la experiencia de Narración, por lo que decidieron ensayar una nueva reunión del Grupo, si bien ya con importantes ausencias y deserciones (Reynoso y Morillo seguían en China, mientras que Félix Toshihiko y Gregorio Martínez se habían instalado en Francia y Estados Unidos respectivamente).
Reducido a dos de sus tres integrantes principales y dos que ingresaron en su segunda etapa (Reyes Tarazona y Pérez Huarancca), el Grupo no retomó la publicación de la revista, sino que creó su propio sello editorial, Ediciones Narración, que cambió su nombre a Ediciones Nueva Crónica tiempo después. El proyecto pretendía ser una prolongación del programa político enunciado por la revista, por lo que privilegió la publicación de crónicas, como Luchas del magisterio, de Mariátegui al SUTEP (1979), la cual originalmente estaba destinada a publicarse en el cuarto número, y Cobriza, Cobriza, 1971 (1981), versión ampliada y revisada de “1971: Gran huelga minera”; pero también siguió dando espacio a la narrativa, publicando los libros de relatos Los ilegítimos (1980) de Hildebrando Pérez Huarancca  y Color de la ceniza y otros relatos (1981) de Víctor Zavala Cataño, un autor afín al Grupo que destacó más como dramaturgo, con su Teatro campesino. Otras obras, como una antología dedicada al realismo social en el Perú y otra sobre la nueva narrativa china, así como dos ensayos dedicados al análisis de los vínculos entre literatura y sociedad, no llegaron a materializarse, debido a que la falta de apoyo y problemas en los mecanismos de venta y difusión acabaron por llevar a la editorial al cese de las actividades.
El fracaso del proyecto editorial impuso un balance. La situación del país había cambiado: el regreso de la democracia después de doce años de dictadura y (sobre todo) el inicio de las acciones armadas de Sendero Luminoso exigían otras formas de intervención. Considerando cumplido su ciclo, el Grupo optó por disolverse y dejar que cada integrante escogiera la alternativa que considere más adecuada. La mayoría optó por continuar con su compromiso desde su carrera literaria, mientras que Vilma Aguilar, Hildebrando Pérez Huarancca y Víctor Zavala decidieron incorporarse a la lucha armada.

## Integrantes
La cuestión de quiénes integraron el Grupo Narración ha sido uno de los puntos más difíciles de precisar, en parte debido a que nunca se publicó un listado oficial de miembros ni se estableció una distinción clara entre estos y los colaboradores externos. A esto hay que agregar el tiempo transcurrido antes, durante y después de la publicación de los tres números que llegaron a editarse, durante el cual el Grupo sufrió varios cambios en su formación, llegando a contarse hasta veintinueve miembros que participaron en al menos un número, ya sea como miembros del Consejo de Redacción o como colaboradores en diferentes áreas (redacción, ilustración, carátula). Al respecto, las fuentes más valiosas son, además de la propia colección de la revista, los testimonios de sus exintegrantes, fundamentalmente Miguel Gutiérrez y Roberto Reyes Tarazona.
Hay consenso en que el grupo originario estuvo conformado por Oswaldo Reynoso, Eleodoro Vargas Vicuña, Antonio Gálvez Ronceros y Gutiérrez (a la sazón, el más joven de los cuatro), si bien para el momento en que se empezó a concretar el armado de la revista se produjo la salida de Gálvez Ronceros, ingresando en su lugar la esposa de Gutiérrez, Vilma Aguilar, quien actuaría como diagramadora. En los hechos, sin embargo, el núcleo orgánico estuvo integrado por Reynoso, Gutiérrez y Aguilar, siendo los únicos miembros que figuran en los tres números publicados y los que ejercieron la labor de dirección tanto de la revista como del Grupo. Siguiendo a Gutiérrez y Reyes, podemos establecer la siguiente lista de miembros y colaboradores que pasaron por Narración a lo largo de la historia del Grupo:
- Primera etapa (1965 - 1966): Oswaldo Reynoso, Eleodoro Vargas Vicuña, Miguel Gutiérrez, Vilma Aguilar, Juan Morillo, Andrés Maldonado, Carlos Gallardo, José Watanabe, Eduardo González Viaña y Javier Montori.
- Segunda etapa (1971 - 1976): Oswaldo Reynoso, Vilma Aguilar, Miguel Gutiérrez, Gregorio Martínez, Augusto Higa Oshiro, Juan Morillo, Andrés Maldonado, Antonio Gálvez Ronceros, Félix Toshihiko, Nilo Espinoza, Ricardo Ráez, Hildebrando Pérez Huarancca, Georgina Cabrera, Ana María Mur, Roberto Reyes Tarazona, Julio Carmona y Rosa Carbonell. Durante la preparación del tercer número se apartaron, «de forma voluntaria o por haber adquirido otros compromisos», Gálvez Ronceros, Maldonado, Espinoza y Morillo.

- Tercera etapa (1979 - 1981): Oswaldo Reynoso (para ese momento residente en China), Miguel Gutiérrez, Vilma Aguilar, Roberto Reyes Tarazona e Hildebrando Pérez Huarancca. Durante esta etapa no se publicó ningún número de la revista, sino que se creó el sello Ediciones Narración.[1][2][7]

Esta lista permite advertir una característica que distinguió a Narración de otras publicaciones literarias: su carácter intergeneracional. El hecho de que en la revista hayan publicado tanto autores que ya contaban con obra publicada (Reynoso, Vargas Vicuña, Gálvez Ronceros) como autores más jóvenes que todavía no habían publicado o lo harían por esos años (Gutiérrez, Martínez) subraya la heterogeneidad del Grupo y su negativa a conformarse como un conjunto unido por una línea estética o ideológica.
Otro aspecto destacado por Reyes y Gutiérrez fue el del origen y extracción social de sus miembros. En este sentido, es significativo el hecho de que si bien el Grupo y la revista se constituyeron y publicaron en Lima, solo dos de sus integrantes (Gallardo y Reyes) eran limeños de nacimiento, siendo el resto originarios de distintas localidades de las provincias, lo cual denota la intención descentralizante del Grupo, que pretendía darle voz a aquellos sectores tradicionalmente marginados e invisibilizados por los medios literarios, acaparados por los centros de poder. Un caso aparte lo constituyen José Watanabe, Augusto Higa y Félix Toshihiko, por su condición de nisei, es decir, hijos de inmigrantes japoneses nacidos en el extranjero, comunidad que fue hostigada al comienzo de la Segunda Guerra Mundial por el discurso antinipón promovido por los medios de comunicación e impulsado desde Estados Unidos. En lo que respecta a la extracción social, la mayoría de los integrantes y colaboradores pertenecían a sectores medios y bajos de la clase media, contando además con formación universitaria, ya que muchos de ellos se desempeñaron en algún momento como docentes tanto en universidades como en escuelas primarias y secundarias.

## Concepción literaria e ideológica
La trayectoria ideológica de Narración no fue menos compleja que su trayectoria editorial. En primer lugar, si bien sus integrantes se declararon desde el primer número como marxistas, el Grupo nunca se pensó como un conjunto homogéneo que compartiera una única línea ideológica ni partidaria, por lo que en su interior convivieron diversas posturas (incluso ajenas al marxismo), cuyo punto en común era la adhesión a los sectores populares. Por otro lado, la noción de compromiso y las formas de asumirlo fueron cambiando de un número a otro, e incluso después de interrumpida la publicación de la revista, en un contexto regional donde estos términos se encontraban en un proceso de redefinición casi permanente. En esta perspectiva, la periodización en dos etapas establecida por Gutiérrez permite ver con mayor nitidez la evolución ideológica del Grupo. Un examen más detenido puede resultar ilustrativo al respecto.

### Primera etapa
En un primer momento, Narración se presenta como una publicación que irrumpe en el panorama de la literatura peruana con intención de fundar una nueva narrativa identificada con los sectores populares, tanto urbanos como campesinos, a los que consideraban invisibilizados o mal representados. Esta vocación vanguardista los lleva a tomar una actitud crítica y abiertamente polémica no solo con las instituciones culturales oficiales y con autores ya canonizados, sino también con sus contemporáneos inmediatos de la Generación del 50, a los que acusan de no comprometerse o hacerlo desde una concepción individualista, crítica que también harían extensiva a los autores del Boom, como puede verse en las reseñas dedicadas a obras y nombres ya consagrados e instalados en los circuitos comerciales de la literatura hispanoamericana (Alejo Carpentier, Mario Benedetti, Carlos Fuentes, Mario Vargas Llosa), con quienes adoptan una actitud antiacadémica e irónica, haciendo una aguda crítica ideológica sin por ello dejar de reconocer en algunos casos sus dotes literarias.
Por lo que se refiere a la concepción narrativa del Grupo, si bien nunca se formuló de manera orgánica y en los hechos dejó libertad creativa total a sus integrantes, predomina el realismo en un sentido amplio, exhibiendo además un manejo de las innovaciones narrativas incorporadas por la Generación del 50, en relatos que muestran los efectos que los abusos del capitalismo producen en distintos contextos, con personajes de diferentes lugares y estratos sociales. Esta concepción tiene una clara influencia de la revista Amauta y las ideas de José Carlos Mariátegui sobre las vanguardias. Lejos de la ortodoxia que se impuso durante el estalinismo, con el realismo socialista como única corriente estética admitida (y que Narración rechazaba por considerarlo idealizante y poco representativo de la realidad), Mariátegui valoraba la innovación que representaron las vanguardias, en particular el surrealismo, por su carácter contestatario y corrosivo de las convenciones burguesas, considerándolas una expresión de la crisis que atravesaba el capitalismo tras la Primera Guerra Mundial; por otra parte, destacó la importancia de que la vanguardia peruana aspire a una síntesis entre el cosmopolitismo y las tradiciones indígenas, síntesis que alcanza su realización en la obra de César Vallejo. Hasta ese momento, con todo, el Grupo seguía pensando el compromiso desde dentro del terreno de la literatura; en la segunda etapa, la reivindicación del pensamiento de Mariátegui se volvería más explícita y el balance entre literatura y política se volvería más problemático.

### Segunda etapa
Si la primera etapa del Grupo estuvo marcada por la experiencia armada del MIR y el ELN durante el gobierno democrático de Fernando Belaúnde Terry, la segunda estuvo determinada por el contexto del gobierno militar del general Velasco. La imposición de un discurso de marcada impronta nacionalista, impulsado y gestionado a través del Sistema Nacional de Apoyo a la Movilización Social (SINAMOS), produjo una profunda ideologización de la sociedad, a la vez que una radicalización tanto de los sectores conservadores como de los grupos de izquierda. En el caso del Grupo Narración, esta se produjo a través de una perspectiva más “enfocada” en la situación local en lugar de situarla en un contexto regional y mundial, giro que se percibe tanto en lo que respecta al apartado ideológico (el segundo número estuvo completamente dedicado a Mariátegui) como en la crítica literaria (todos los autores reseñados fueron peruanos), por un lado, y en la incorporación de una práctica documentalista, a través del uso de la crónica, por otro. Estas tenían como objetivo denunciar el autoritarismo del régimen al mismo tiempo que servir como una forma de acercarse a las masas populares campesinas, una cuestión que preocupaba especialmente al Grupo, ya que la mayoría de sus integrantes pertenecían a la pequeña burguesía.
Este proceso de “proletarización” alcanzó su culminación en la edición de 1974, la cual se presenta como una publicación más política que literaria, con la integración del suplemento Nueva crónica y buen gobierno al cuerpo de la revista. El antecedente del golpe de Estado contra el gobierno de Salvador Allende en Chile y la agudización del autoritarismo del régimen velasquista llevan al Grupo a adoptar una actitud abiertamente antifascista, haciendo un llamado explícito al enfrentamiento abierto contra «la burocracia y el Ejército», sostenes de los grupos de poder a los que es preciso derrocar. Según Arámbulo, esta reorganización de los contenidos y secciones de la revista pudo ser lo que motivó los cambios en la conformación del Grupo, ya que es durante este período que se produce la mayor cantidad de deserciones o alejamientos, con la salida de Antonio Gálvez Ronceros, Andrés Maldonado, Nilo Espinoza, Juan Morillo, Eduardo González Viaña, José Watanabe (quien solo participó en el primer número) y Augusto Higa (quien en el tercer número pasa de ser miembro del Consejo de Redacción a colaborador).
La prioridad de la política por sobre la literatura también se tradujo en la reafirmación de la apuesta por el documentalismo, en la cual autores como Arámbulo, Rondinel y Valenzuela ven un reconocimiento implícito de la incapacidad del realismo para representar adecuadamente los problemas de la realidad, si bien la crónica publicada en el tercer número incorporó un mayor trabajo literario. De esta manera, se crea un texto más cercano al relato de no ficción que a la crónica periodística en su sentido tradicional, un género que experimentaba un auge en esos años, con la publicación de obras como ¿Quién mató a Rosendo? (1969) de Rodolfo Walsh, Los días y los años (1971) de Luis González de Alba o incluso Redoble por Rancas (1970) de Manuel Scorza, todas las cuales se plantean objetivos similares a los de Narración, difundir testimonios verídicos de hechos reales poniendo los recursos literarios al servicio de la causa popular.

### Tercera etapa
La tercera etapa, de la que Gutiérrez se ocupa muy colateralmente, corresponde al período del sello Ediciones Narración, dirigido por Roberto Reyes Tarazona. En términos generales, el proyecto editorial significó la prolongación de los postulados planteados en el último número de la revista, si bien con un desplazamiento significativo: el paso de la revista a la crónica como herramienta de intervención. El abandono del órgano de expresión que caracterizó al Grupo hasta ese momento (y que fue la razón de ser del mismo desde un principio) no obedecía solo a motivos materiales (problemas económicos, deserción de la mayoría de los miembros), sino también a un cambio en el contexto político del país que volvía insuficientes los medios utilizados. En este sentido, tanto las dos crónicas como los dos libros de relatos que el sello llegó a publicar dan cuenta de un esfuerzo por seguir aportando a la causa popular desde la literatura en un momento en el que este tipo de intervenciones encontró un límite infranqueable. La exacerbación de las tensiones sociales y el inicio de una experiencia armada mucho más radicalizada que las anteriores llevó al Grupo a una disyuntiva entre profundizar el compromiso desde lo literario, o priorizar la acción política incorporándose a la lucha armada. Fiel a su política de no imponer ninguna directiva partidaria a sus integrantes, se decidió que cada uno eligiera el camino que se adecuara mejor a sus propias convicciones.
En este punto es necesario hacer algunas precisiones en torno a las relaciones entre los integrantes del Grupo Narración y Sendero Luminoso, habida cuenta de que dos de ellos (Aguilar y Pérez Huarancca) se sumaron a las filas de la organización, y que otro (Gutiérrez) aunque no se incorporó como militante, le dedicó comentarios elogiosos a su líder, Abimael Guzmán, considerándolo como un nuevo tipo de intelectual, cuya valía no se pondera con base en sus escritos, sino en su labor político-partidaria. Al respecto resulta esclarecedor el análisis del historiador Nelson Manrique, quien amplía el alcance de la categoría “senderismo”, al ya no restringirla a los miembros de la organización que participaron en la «guerra interna», sino abarcando también a aquellos que, sin incorporarse de manera orgánica al partido o incluso sin tener ningún tipo de militancia partidaria, mantuvieron una actitud de simpatía con lo que Sendero representaba; de esta manera, el término “senderismo” adquiere «un carácter más situacional, es decir, que su ámbito de inclusividad puede variar y de hecho varía continuamente, de acuerdo a los avatares experimentados por la organización que moviliza las adhesiones y los rechazos, expandiéndose en determinados momentos y contrayéndose en otros, en función de dónde esté puesto el énfasis en su línea en un momento determinado, qué imagen proyecta, y qué triunfos o qué reveses cosecha». Considerando estas matizaciones, se comprende mejor la diversidad de posturas que los exintegrantes del Grupo tomaron en torno a las acciones de Sendero Luminoso, tanto antes como después de la captura de Guzmán, posturas que en el caso concreto de Gutiérrez evolucionaron a una profunda autocrítica.
A modo de conclusión, podemos resumir el proyecto literario e ideológico de Narración en los siguientes puntos:
- Una apuesta por una literatura comprometida, cuyo signo característico es la vindicación de los sectores populares, tanto rurales como urbanos, a través de una visibilización de sus condiciones de vida y su cosmovisión, no ya desde una perspectiva paternalista o externa, sino identificada con ellos, en la línea de Ciro Alegría y José María Arguedas.

- En el plano literario, una integración de la tradición novelística latinoamericana (indigenismo, novela social) con el modernismo literario, en la tradición de Amauta, a la vez que un rechazo del realismo socialista, por considerarlo una estética limitante e idealista, ya que no refleja la realidad como es sino como debería ser. Sin embargo, el Grupo nunca adoptó ninguna estética orgánica, dejando que cada autor integre el compromiso a su obra como lo considere mejor.

- Un funcionamiento interno más cercano al de un frente que al de un grupo, en tanto que no se impone una única línea ideológica o partidaria y se admiten las diversas corrientes de pensamiento dentro del marxismo, e incluso ajenas a él, siempre y cuando se apoye a los sectores populares. Esta dinámica posibilitó una notable flexibilidad en la conformación del Grupo.

- Una actitud crítica tanto con escritores ya consagrados como con autores en vías de canonizarse en ese momento (Generación del 50), por practicar una literatura individualista que no propone un compromiso auténtico.

- Una actitud crítica hacia las instituciones culturales oficiales, y a partir de la instauración del Gobierno Revolucionario de la Fuerza Armada (1968 - 1980), hacia el gobierno en conjunto.

- En su primera etapa, la revista se presenta como el órgano de expresión de un grupo que busca polemizar en el campo literario, al cual pretende incorporar elementos ideológicos vinculados al compromiso con la causa popular.

- En un segundo momento, se acentúa el elemento político y combativo, lo cual se traduce en una apuesta por el documentalismo a través de la escritura de crónicas. Durante este período también se produce una significativa cantidad de deserciones.

- La última etapa del Grupo corresponde a la experiencia editorial, la cual se constituye como una prolongación de los postulados del último número de la revista, en favor de consolidar la publicación de crónicas de luchas sociales. Sin embargo, la situación política del momento exhibe las limitaciones de esta forma de compromiso, llevando al Grupo a abandonar la organización colectiva y dar lugar a las opciones individuales.

## Legado e influencia
A la luz del tiempo recorrido, el experimento de Narración muestra un proyecto perfectible, pero es innegable que abrió cauces para la madurez artística de notables creadores cuya producción no podría ser comprendida ni explicada sin lo que significó el grupo Narración. No importa que haya padecido la mezquindad de reputados críticos literarios de los años cincuenta-sesenta, causante de una secuela de marginaciones que no ha cesado hasta ahora. La calidad de los escritos de sus miembros cuya capacidad para sintetizar el esmero artístico (una prosa rítmica, rica en recursos expresivos) y la óptica crítica (de aliento revolucionario) le tiene asegurado un lugar entre los proyectos y propuestas imprescindibles en la maduración de la narrativa peruana contemporánea.
David Abanto Aragón

A pesar de su objetivo declarado de crear una nueva literatura a través del acercamiento a los sectores populares, el alcance de Narración durante el tiempo que duró su publicación fue reducido, ya que los tirajes que se hacían eran escasos y su circulación se vio restringida al ámbito universitario (donde trabajaba la mayoría de los integrantes del Grupo) y unos pocos sindicatos a los que donaban ejemplares, así como la circulación de mano en mano que podían hacer los propios colaboradores de la revista. Paralelamente, la manifiesta hostilidad del Grupo hacia las instituciones culturales oficiales y los centros de poder llevaron a que los medios de comunicación tradicionales como La Prensa y El Comercio apenas les dedicaran comentarios, algo que empezó a cambiar recién con la aparición del tercer número de la revista, ya que la crónica “1971: gran huelga minera” concitó la atención de los críticos.
Tras el fin de la publicación de la revista y la posterior disolución del Grupo, se dio la paradójica situación de que sus integrantes comenzaron a ser más conocidos por su producción individual que como miembros del colectivo. Esto puede deberse al hecho (señalado con frecuencia por sus detractores) de que durante el tiempo que se editó la revista solo Oswaldo Reynoso y Miguel Gutiérrez publicaron una obra propia, algo que Rondinel atribuye a la vocación anticomercial y antiinstitucional de sus miembros, que preferían que sus textos circulen por fuera del mercado editorial, pero que Gutiérrez y Reyes atribuyen al hecho de que la mayoría de los integrantes más jóvenes se encontraban todavía en proceso de maduración de su escritura. Lo cierto es que a partir de 1975, con la publicación de Monólogo desde las tinieblas de Antonio Gálvez Ronceros y Tierra de caléndula de Gregorio Martínez, se inicia una seguidilla de publicaciones de autores que en algún momento integraron o colaboraron con el Grupo, la cual se extendió incluso hasta la década de los noventa.
En el transcurso de los años siguientes, la aparición de nuevos autores que empezaron a reivindicar los postulados estéticos e ideológicos de Narración, junto con la publicación de obras de varios de sus exintegrantes, llevaron a una revaloración de lo que representó el Grupo en el contexto de la literatura peruana contemporánea, ya sea a través del estudio de un autor en particular o de la experiencia grupal. La bibliografía crítica dedicada al Grupo es abundante, y comprende desde análisis panorámicos hasta otros enfocados en aspectos específicos, como el proyecto narrativo o la repercusión e influencia de las crónicas. Entre ellos destacan especialmente dos: El Grupo Narración. Análisis de una experiencia literaria en el proceso de la narrativa peruana (1989), tesis de Jorge Valenzuela, aun hoy considerada una obra de referencia; y El Grupo Narración en la narrativa peruana contemporánea. Materiales básicos para un estudio crítico (2006), antología dirigida por Néstor Tenorio donde recoge estudios críticos, testimonios de exintegrantes o colaboradores y otros materiales en torno al Grupo que se encontraban dispersos en diferentes publicaciones. A ellos hay que agregar la edición facsimilar de los tres números de la revista publicada por la Universidad Ricardo Palma en 2018, el mismo año que apareció otro volumen conmemorativo, Narración cincuenta años después, a cargo de Carlos Arámbulo y Jorge Valenzuela.
Con todo, y si bien la mayoría de los exintegrantes de Narración lograron hacerse de un lugar en el ambiente literario e incluso obtener algún grado de reconocimiento institucional, no faltan quienes han puesto en entredicho su importancia o sus aportes. Un caso representativo es el del crítico José Miguel Oviedo, quien en su momento se refirió al Grupo como «ese grupo de jóvenes narradores peruanos que ejercen la literatura también como un acto de alarmismo»; décadas más tarde, cuando se le reprochó haber excluido a los autores del Grupo de su Historia de la literatura hispanoamericana (1995 - 2001), respondió que consideraba que «la contribución del grupo (separo de él a Vargas Vicuña) a la literatura peruana es mucho menor de la que ellos creen», debido a que «cultivan un concepto de la literatura tan anticuado como su nostálgica visión de una China maoísta y de una "guerra popular" que (afortunadamente) sólo existen en su imaginación, como parte de su petrificado canon personal». Menos extrema es Sara Rondinel, quien sin negar la importancia del Grupo Narración, matiza el alcance de su renovación, al señalar que sus crónicas carecieron de un trabajo literario eficaz que logre trascender el mero documentalismo; por otra parte, también hace algunos reparos a la producción narrativa de sus integrantes, sosteniendo que si bien el Grupo criticó a los autores de la Generación del 50, «finalmente no produjo nada mejor», ya que «la novela urbana de Narración se mantiene en los mismos temas y en los mismos contextos de décadas anteriores».
Polémicas y valoraciones aparte, es indiscutible que a pesar de que en su momento el alcance del Grupo Narración no fue el esperado, su influencia posterior fue mucho más importante, convirtiéndose en un referente para las nuevas generaciones de escritores, así como un parteaguas en la literatura peruana, por su vocación decididamente rupturista con los centros de legitimación tradicionales y su intención de introducir en el campo literario las luchas populares como no se había hecho hasta ese momento. Parte de la reputación póstuma del Grupo tuvo que ver con que si bien algunos de sus integrantes terminaron por abandonar la práctica literaria, otros continuaron produciendo obras que se cuentan entre las más notables de la narrativa, la poesía o la ensayística contemporánea, siempre teniendo presente el compromiso social que los caracterizó como colectivo.